# Jef Raskin
Jef Raskin, född den 9 mars 1943, död 26 februari 2005, var en amerikansk programmerare som var en central person i utvecklingen av Macintosh-projektet i slutet av 1970-talet och början av 1980-talet.
Raskin har bidragit till att sprida och utveckla det grafiska användargränssnitt som ursprungligen utvecklades vid Xeroxs forskningsstation Palo Alto Research Center under 1970-talet.